# Montell Jordan
Pour les articles homonymes, voir Jordan.
Montell Du'Sean Jordan, né le 3 décembre 1968 à Los Angeles en Californie, est un chanteur mais aussi producteur de musique R'n'B. Il fut l’un des tout premiers artistes R'n'B à avoir signé sur le label Def Jam. C’est autour de lui que sera créé et axé le label Def Soul, penchant soul de Def Jam. Montell sortira 5 albums pour le compte de Def Soul, tous des succès commerciaux excepté le dernier.
En 2001, il participe à l'album hommage à Phil Collins, Urban Renewal.
Il quitte Def Jam en très mauvais termes en 2002 après un 5e album très moyen au niveau des ventes.
Désormais chrétien né de nouveau et pasteur de l'église Victory World, Montell Jordan a annoncé, fin 2010, qu'il quittait l'industrie musicale.
Début 2011, Jordan a écrit un album chrétien contenant le chant Shake Heaven, en duo avec Beckah Shae (en).

## Discographie
Pour le compte de Def Soul :
- This Is How We Do It (1995)
- More … (1996)
- Let's Ride (1998)
- Get It On … Tonite (1999)
- Montell Jordan (2002)

En indépendant :
- Life After Def (2003) ; Album qui s’adresse ouvertement à son ancien label Def Jam.
- Let It Rain (2008)

Avec Victory World Music :
- Shake Heaven (2012)
- Covered live (2014)

## Filmographie
- 2003 : The Fighting Temptations : Johnson[1]